# Plzeň
Plzeň (njem. Pilsen) grad je na zapadu Češke sa 170.936 stanovnika. Nalazi se na sutoku nekoliko rijeka koje tvore rijeku Berounku. Grad je najpoznatiji po znamenitom pivu Pilsner. U gradu su tvornice automobilske industrije „Škoda.“ Još se proizvode lokomotive, vojna vozila i strojevi.
Grad je 1290. osnovao češki kralj Vaclav II. Tijekom husitskih ratova Plzeň je bio centar katoličanstva u Češkoj. Grad se razvio u 19. st. zahvaljujući automobilskoj industriji „Škoda.“ Znamenita je katedrala sv. Bartolomeja čija je gradnja započela u 13. st. s najvišim tornjem u Češkoj. Sinagoga je treća po veličini u svijetu (nakon Jeruzalema i Budimpešte). Ispod grada postoje prokopani tuneli koji su otvoreni za turiste.
- Velika sinagoga
- Katedrala sv. Bartolomeja